# Vanessa Quin
Vanessa Quin (ur. 15 października 1976 w Taurandze) – nowozelandzka kolarka górska, złota medalistka mistrzostw świata.

## Kariera
Największy sukces w karierze Vanessa Quin osiągnęła w 2004 roku, kiedy zdobyła złoty medal w downhillu podczas mistrzostw świata w Les Gets. W zawodach tych bezpośrednio wyprzedziła Japonkę Mio Suemasę i Francuzkę Céline Gros. Był to jednak jedyny medal zdobyty przez Quin na międzynarodowej imprezie tej rangi. Na rozgrywanych osiem lat później kontynentalnych mistrzostwach Oceanii reprezentantka Nowej Zelandii zwyciężyła w konkurencji cross-country eliminator. Nigdy nie startowała na igrzyskach olimpijskich.